# Angelo Micheletti
Angelo Micheletti (Brescia, 24 giugno 1939) è un ingegnere italiano.

## Biografia
Laureato nel 1967 in Ingegneria Civile presso il Politecnico di Milano, a partire dai primi anni '70 è stato tra i primi professionisti a progettare strutture in legno lamellare in Italia. In un periodo in cui in Italia non erano ancora presenti produttori di legno lamellare, ha esordito nella progettazione in maniera pionieristica con la struttura di copertura della chiesa dei santi Vito, Modesto e Crescenzia di Andalo realizzata in legno lamellare (completata nel 1973), impiegando soluzioni costruttive innovative (grandi cuffie metalliche che non richiedevano la verifica di unioni bullonate) per semplificare giunzioni che sarebbero state difficili da realizzare nel contesto produttivo italiano.
Da allora ha eseguito la progettazione architettonica e strutturale di molti edifici con coperture in legno lamellare e ha favorito la diffusione di questa tecnica costruttiva tenendo conferenze e seminari presso Ordini Professionali e Università e partecipando alla commissione che ha redatto la norma UNI 9504 (comportamento al fuoco delle strutture in legno).
Tra i progetti più innovativi ricordiamo:
- La piscina comunale di Belluno (1983), in cui gli elementi di controvento necessari per opporsi alle elevate azioni sismiche di progetto, sono realizzati anch'essi in legno lamellare e diventano elementi fortemente caratterizzanti l'architettura dell'edificio[2];
- La copertura del palasport di Cesena (1985), primo esempio in Italia di tensostruttura in legno lamellare costituita da due archi principali di 71 m di luce e da arcarecci il cui profilo curvilineo ricalca la catenaria dei carichi, in modo da sottoporli esclusivamente a trazione[3];
- Le due grandi coperture geodetiche dei palasport di: Eboli (1980) di 93 m di diametro, realizzata con travi curve; Busto Arsizio (1996) di 64 m di diametro, realizzata con aste rettilinee che creano una forma sfaccettata come quella di un diamante, struttura che ha vinto il Glulam Award 1996[4].

Ha inoltre collaborato alla realizzazione di due tra i primi manuali sull'impiego del legno lamellare editi in Italia:
- F. Laner, Il legno lamellare. Il progetto, Habitat Legno, Edolo, 1988.
- M. Caironi, Il legno lamellare. Il calcolo, Habitat Legno, Edolo, 1993.